# Gammacyzm
Gammacyzm (łac. gammacismus) – zaburzenie mowy, odmiana dyslalii wyodrębniona ze względu na objawy.
Charakteryzuje się nieprawidłową wymową głosek tylnojęzykowych zwartych (g, gi, h i hi).
Wyróżnia się:
- gammacyzm właściwy – będący wynikiem zwarcia krtaniowego, którego rezultatem jest powstawanie brzmienia zbliżonego do  g i gi

- paragammacyzm (łac. paragammacismus) – polegający na zamianie głosek g, gi i h na d, di i t  (np. góra – dóra, gitara – ditara, hokej – tokej)

- mogigammacyzm (łac. mogigammacismus) – dotyczy głosek tylnojęzykowych zwartych i polega na braku ich występowania w systemie fonetycznym chorego (np. góra – óra, hokej – okej)